# Ernesto Raúl Álvarez Fleitas
Ernesto Raúl Álvarez Fleitas, también conocido como «Pinti» Álvarez (Asunción, Paraguay, 20 de octubre de 1988), es un futbolista paraguayo. Juega de Delantero y su equipo actual es Crucero del Norte y juega el Torneo Federal A.

## Trayectoria
Comenzó su carrera en las Inferiores del Club Libertad luego pasó a River Plate de Paraguay en el año 2006, club de sus inicios en la escuela de futbol de su barrio, logrando dos ascensos consecutivos, desde la Primera C a la B y luego a la Intermedia. En el año 2012, y hasta el 2014 vistió los colores de Crucero del Norte, siendo el goleador del conjunto misionero. En 2014, llegó a Lobos BUAP. y para el 2015, vuelve a Crucero del Norte en donde anotó 19 goles en 43 partidos.

## Clubes
| Club                   | País         | Año           |
| ---------------------- | ------------ | ------------- |
| River Plate            | Paraguay     | 2006-2013     |
| Crucero del Norte      | Argentina    | 2013-2014     |
| Lobos                  | México       | 2014          |
| Crucero del Norte      | Argentina    | 2015          |
| Sol de América         | Paraguay     | 2016-2019     |
| Once Caldas (préstamo) | Colombia     | 2017          |
| Nacional               | Paraguay     | 2019-2020     |
| Guaireña               | Paraguay     | 2020          |
| General Díaz           | Paraguay     | 2020          |
|                        | Bandera de ? |               |
| Fernando de la Mora    | Paraguay     | 2021          |
|                        | Bandera de ? |               |
| Crucero del Norte      | Argentina    | 2022-presente |

## Estadísticas
Actualizado al último partido disputado el 14 de octubre de 2022
| Club                        | Temporada     | Div.          | Liga  | Liga  | Copa Nacional | Copa Nacional | Copa Internacional | Copa Internacional | Total | Total |
| Club                        | Temporada     | Div.          | Part. | Goles | Part.         | Goles         | Part.              | Goles              | Part. | Goles |
| --------------------------- | ------------- | ------------- | ----- | ----- | ------------- | ------------- | ------------------ | ------------------ | ----- | ----- |
| River Plate Paraguay        | 2009/10       | 1.ª           | 0     | 0     | —             | —             | —                  | —                  | 0     | 0     |
| River Plate Paraguay        | 2010/11       | 1.ª           | 0     | 0     | —             | —             | —                  | —                  | 0     | 0     |
| River Plate Paraguay        | 2011/12       | 1.ª           | 0     | 0     | —             | —             | —                  | —                  | 0     | 0     |
| River Plate Paraguay        | Total         | Total         | 0     | 0     | 0             | 0             | 0                  | 0                  | 0     | 0     |
| Crucero del Norte Argentina | 2012/13       | 2.ª           | 11    | 3     | —             | —             | —                  | —                  | 11    | 3     |
| Crucero del Norte Argentina | 2013/14       | 2.ª           | 37    | 17    | —             | —             | —                  | —                  | 37    | 17    |
| Crucero del Norte Argentina | 2015          | 1.ª           | 17    | 2     | —             | —             | —                  | —                  | 17    | 2     |
| Crucero del Norte Argentina | 2022          | 3.ª           | 28    | 8     | —             | —             | —                  | —                  | 28    | 8     |
| Crucero del Norte Argentina | Total         | Total         | 93    | 30    | 0             | 0             | 0                  | 0                  | 93    | 30    |
| Lobos BUAP · México         | 2014          | 2.ª           | 5     | 0     | 5             | 1             | —                  | —                  | 10    | 1     |
| Lobos BUAP · México         | Total         | Total         | 5     | 0     | 5             | 1             | 0                  | 0                  | 10    | 1     |
| Sol de América Paraguay     | 2016          | 1.ª           | 35    | 20    | —             | —             | 6                  | 2                  | 41    | 22    |
| Sol de América Paraguay     | 2017          | 1.ª           | 12    | 1     | —             | —             | 1                  | 0                  | 13    | 1     |
| Sol de América Paraguay     | 2018          | 1.ª           | 33    | 11    | —             | —             | 3                  | 0                  | 36    | 11    |
| Sol de América Paraguay     | 2019          | 1.ª           | 7     | 1     | —             | —             | 1                  | 0                  | 8     | 1     |
| Sol de América Paraguay     | Total         | Total         | 87    | 33    | 0             | 0             | 11                 | 2                  | 98    | 35    |
| Once Caldas · Colombia      | 2017          | 1.ª           | 8     | 2     | —             | —             | —                  | —                  | 8     | 2     |
| Once Caldas · Colombia      | Total         | Total         | 8     | 2     | 0             | 0             | -                  | -                  | 8     | 2     |
| Nacional Paraguay           | 2019          | 1.ª           | 11    | 2     | —             | —             | 0                  | 0                  | 11    | 2     |
| Nacional Paraguay           | 2020          | 1.ª           | 5     | 0     | —             | —             | 1                  | 0                  | 6     | 0     |
| Nacional Paraguay           | Total         | Total         | 16    | 2     | 0             | 0             | 1                  | 0                  | 17    | 2     |
| Guaireña Paraguay           | 2020          | 1.ª           | 2     | 0     | —             | —             | —                  | —                  | 2     | 0     |
| Guaireña Paraguay           | Total         | Total         | 2     | 0     | 0             | 0             | 0                  | 0                  | 2     | 0     |
| General Díaz Paraguay       | 2020          | 1.ª           | 7     | 0     | —             | —             | —                  | —                  | 7     | 0     |
| General Díaz Paraguay       | Total         | Total         | 7     | 0     | 0             | 0             | 0                  | 0                  | 7     | 0     |
| Total carrera               | Total carrera | Total carrera | 218   | 67    | 5             | 1             | 12                 | 2                  | 235   | 70    |